# Giuseppe Doldi
Giuseppe Doldi (Crema, 19 marzo 1950) è un ex calciatore italiano, di ruolo attaccante.

## Caratteristiche tecniche
Doldi, soprannominato Jacky, era un'ala tornante, anche se inizialmente venne considerato un centravanti.

## Carriera
Iniziò la sua carriera nelle giovanili dell'Atalanta, società che lo lanciò nel calcio professionistico facendolo debuttare nella massima serie nel 1968-1969.
Salvo una breve parentesi nel Seregno, rimase a Bergamo per tre anni guadagnandosi la convocazione in maglia azzurra nell’Under-23 e ottenendo una promozione in serie A con la squadra orobica nel 1971 grazie anche al gol segnato nello spareggio promozione con il Bari.
Venne acquistato dall'Inter nella stagione 1972-1973 assieme ai suoi compagni Magistrelli e Moro.
Proseguì la sua carriera nelle serie minori girovagando tra Serie B (Foggia) e Serie C (Brindisi, Livorno e Gallipoli), subendo diversi infortuni che gli impedirono di giocare con continuità.
Nel 1978 la scelta di tornare a Crema, chiudendo con il professionismo nella Pergocrema.
Continuò l'attività agonistica a livello dilettantistico per altri 7 anni nella Fontanellese in Prima Categoria e nel Cassano in Promozione. Successivamente intraprese la carriera di allenatore, parentesi durata un solo anno, quando si sedette sulla panchina della Calcense.
In carriera ha totalizzato complessivamente 32 presenze in Serie A, con una rete nel successo interno dell'Atalanta contro la Fiorentina nella stagione 1971-1972, e 70 presenze e 13 reti in Serie B.

## Palmarès

### Giocatore

#### Competizioni giovanili
- Torneo di Viareggio: 1

Atalanta: 1969